# Zielony szlak turystyczny Grochowiska – Wiślica
 Zielony szlak turystyczny Grochowiska – Wiślica – szlak turystyczny na terenie Ponidzia.

## Opis szlaku
Szlak ma długość 90,5 km. Prowadzi przez Garb Wójczańsko-Pińczowski, Nieckę Solecką i Dolinę Nidy. Cześć szlaku przechodzi przez tereny dwóch parków krajobrazowych: Nadnidziańskiego i Szanieckiego.
Szlak rozpoczyna się w miejscowości Grochowiska – miejscu bitwy powstańców z 1863 r. Znajduje się tu mogiła powstańców oraz pomnik ustawiony w setną rocznicę bitwy. W miejscowości Galów przy szlaku usytuowana jest figura Świętego Jana Nepomucena z 1850 r. Po przejściu przez Galów wkraczamy do Szanieckiego Parku Krajobrazowego. W miejscowości Szaniec na 9 km szlaku znajduje się gotycki kościół pw. Wniebowzięcia NMP oraz ruiny renesansowego dworu Padniewskich.

## Przebieg szlaku
| Odległość | Atrakcje                                                  | Punkt              | Skrzyżowania szlaków      |
| --------- | --------------------------------------------------------- | ------------------ | ------------------------- |
| 0,0 km    | pomnik                                                    | Grochowiska pomnik | Pińczów – Wiślica         |
| 1,5 km    |                                                           | Kameduły           |                           |
| 6,0 km    |                                                           | Galów              |                           |
| 9,5 km    | kościół · dwór                                            | Szaniec            |                           |
| 13,0 km   |                                                           | Zwierzyniec PKS    |                           |
| 14,5 km   |                                                           | Elżbiecin          |                           |
|           |                                                           | Mikułowice         |                           |
| 18,0 km   |                                                           | Zbrodzice          |                           |
| 24,5 km   |                                                           | Żerniki Górne      |                           |
| 26,0 km   | kościół                                                   | Szczaworyż         |                           |
| 29,0 km   |                                                           | Błoniec-Nowa Wieś  |                           |
| 31,0 km   |                                                           | Strzałków          |                           |
| 32,5 km   |                                                           | Smogorzów          |                           |
| 34,0 km   | kaplica                                                   | Prusy              |                           |
| 37,0 km   | klasztor · kościół · zamek · cmentarz                     | Stopnica           |                           |
| 39,0 km   |                                                           | Wolica             |                           |
| 45,0 km   |                                                           | Magierów PKS       |                           |
| 50,0 km   |                                                           | Włosnowice         |                           |
| 53,0 km   | kościół · zabytek · park                                  | Solec-Zdrój PKS    | Busko-Zdrój – Solec-Zdrój |
|           |                                                           | Strażnik           |                           |
| 56,5 km   |                                                           | Chinków            |                           |
| 59,0 km   |                                                           | Rzegocin           |                           |
| 62,0 km   |                                                           | Badrzychowice      |                           |
| 63,0 km   | kościół                                                   | Strożyska          |                           |
| 66,0 km   |                                                           | Sępichów           |                           |
| 69,5 km   | kościół · zabytek judaizmu · zabytek · kaplica · cmentarz | Nowy Korczyn       |                           |
| 71,0 km   |                                                           | prom na Wiśle      |                           |
| 74,0 km   |                                                           | Winiary Dolne PKS  |                           |
| 76,5 km   | kościół                                                   | Stary Korczyn PKS  |                           |
|           |                                                           | Żukowice           |                           |
| 80,5 km   |                                                           | Czarkowy PKS       |                           |
| 82,5 km   | kościół · cmentarz                                        | Kocina PKS         |                           |
| 84,5 km   |                                                           | Wawrowice          |                           |
| 86,0 km   |                                                           | Brodek             |                           |
| 89,0 km   |                                                           | Koniecmosty        |                           |
| 90,5 km   | kościół · zabytek · muzeum · grodzisko                    | Wiślica PKS        | Pińczów – Wiślica         |

## Galeria

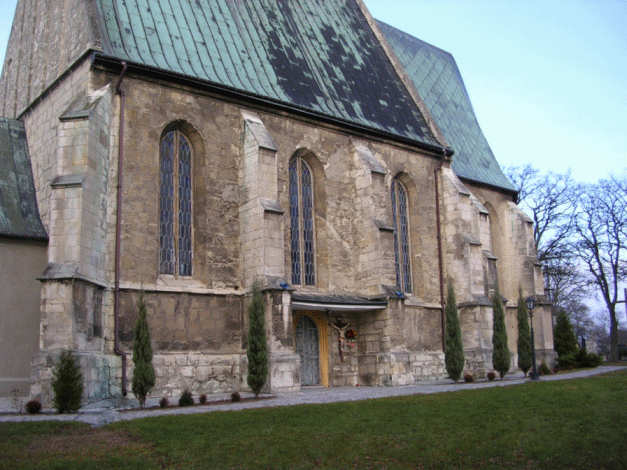
Kościół w Szańcu
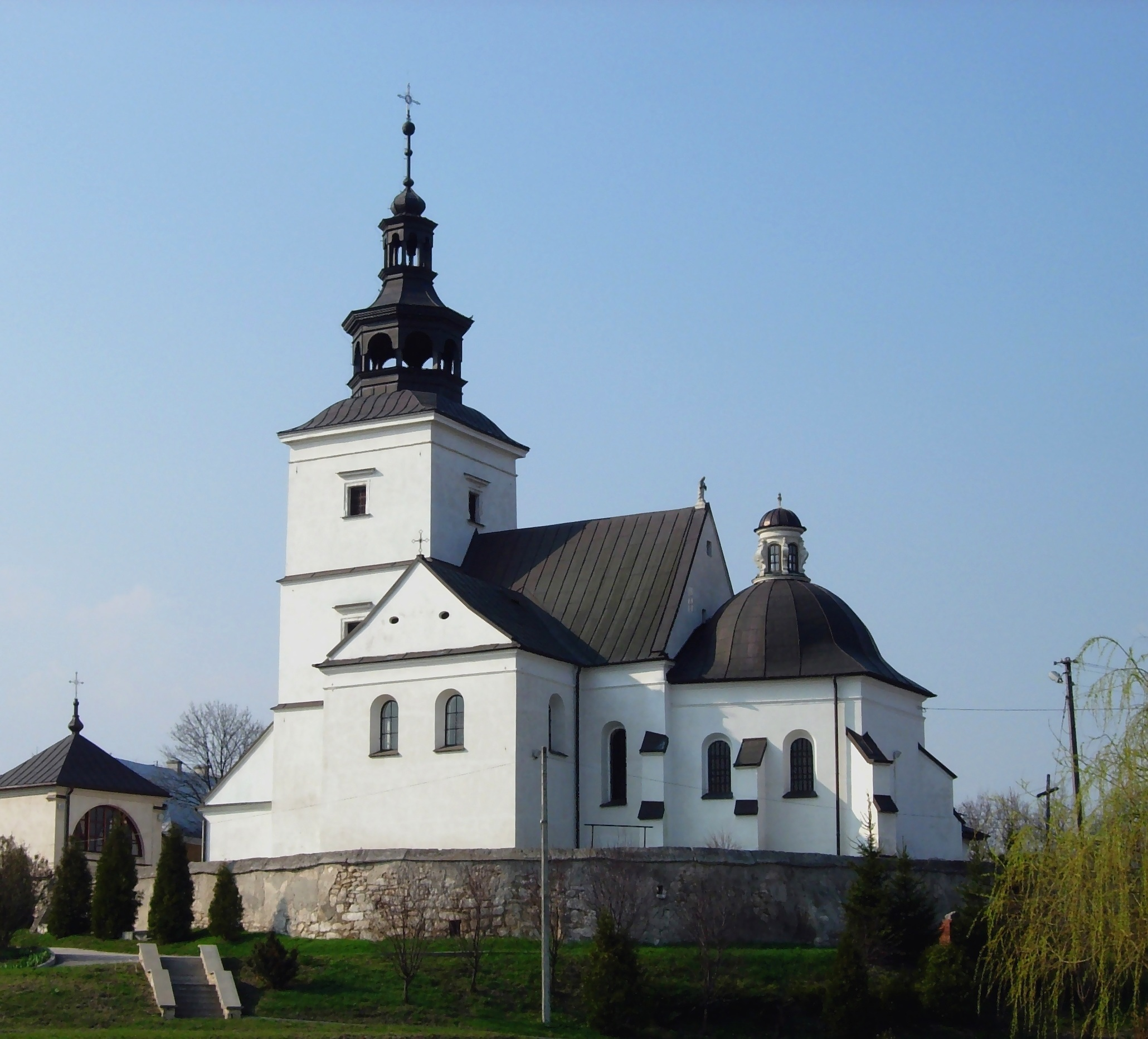
Kościół pw. św. Jakuba Starszego w Szczaworyżu
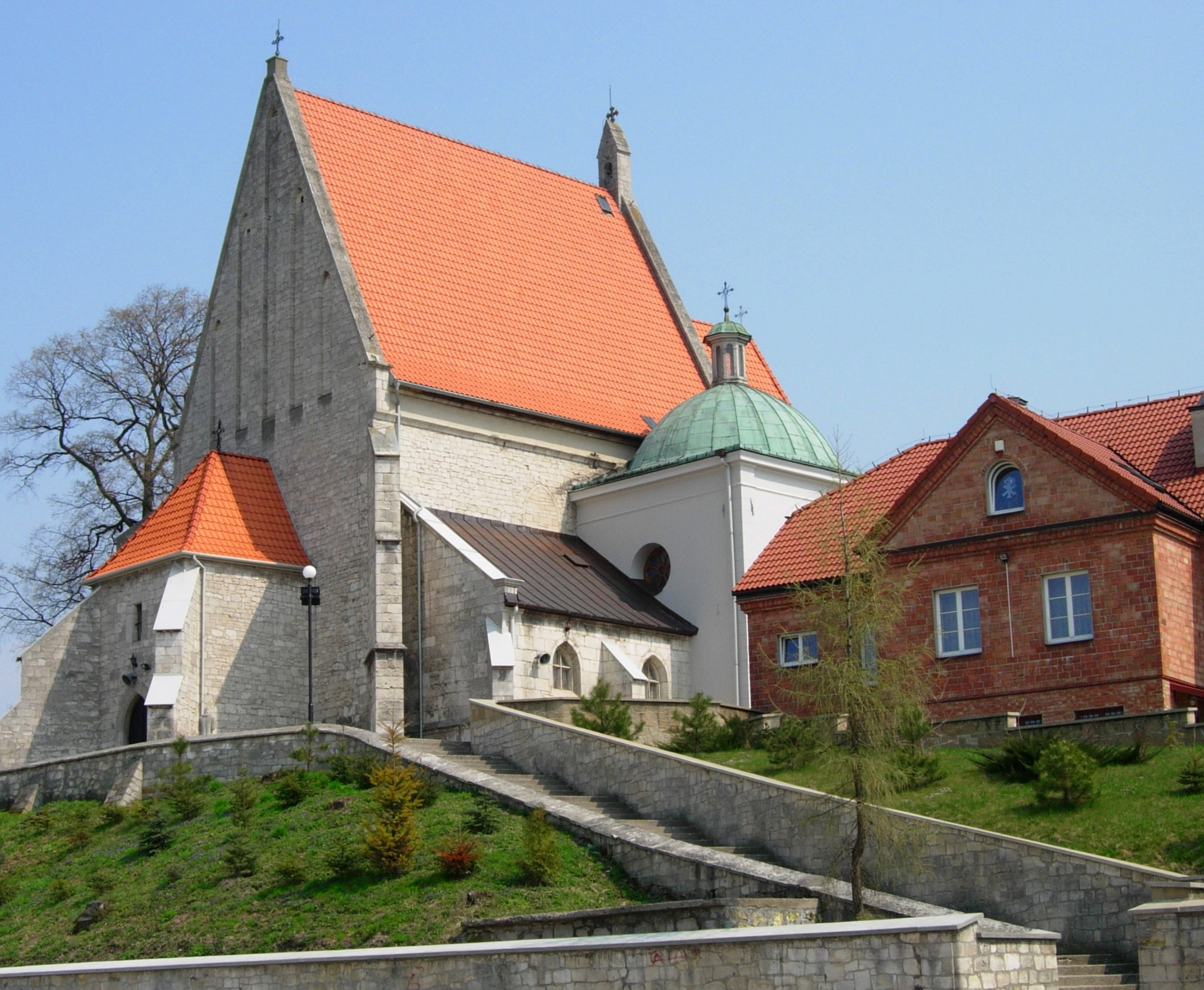
Kościół Świętych Piotra i Pawła w Stopnicy
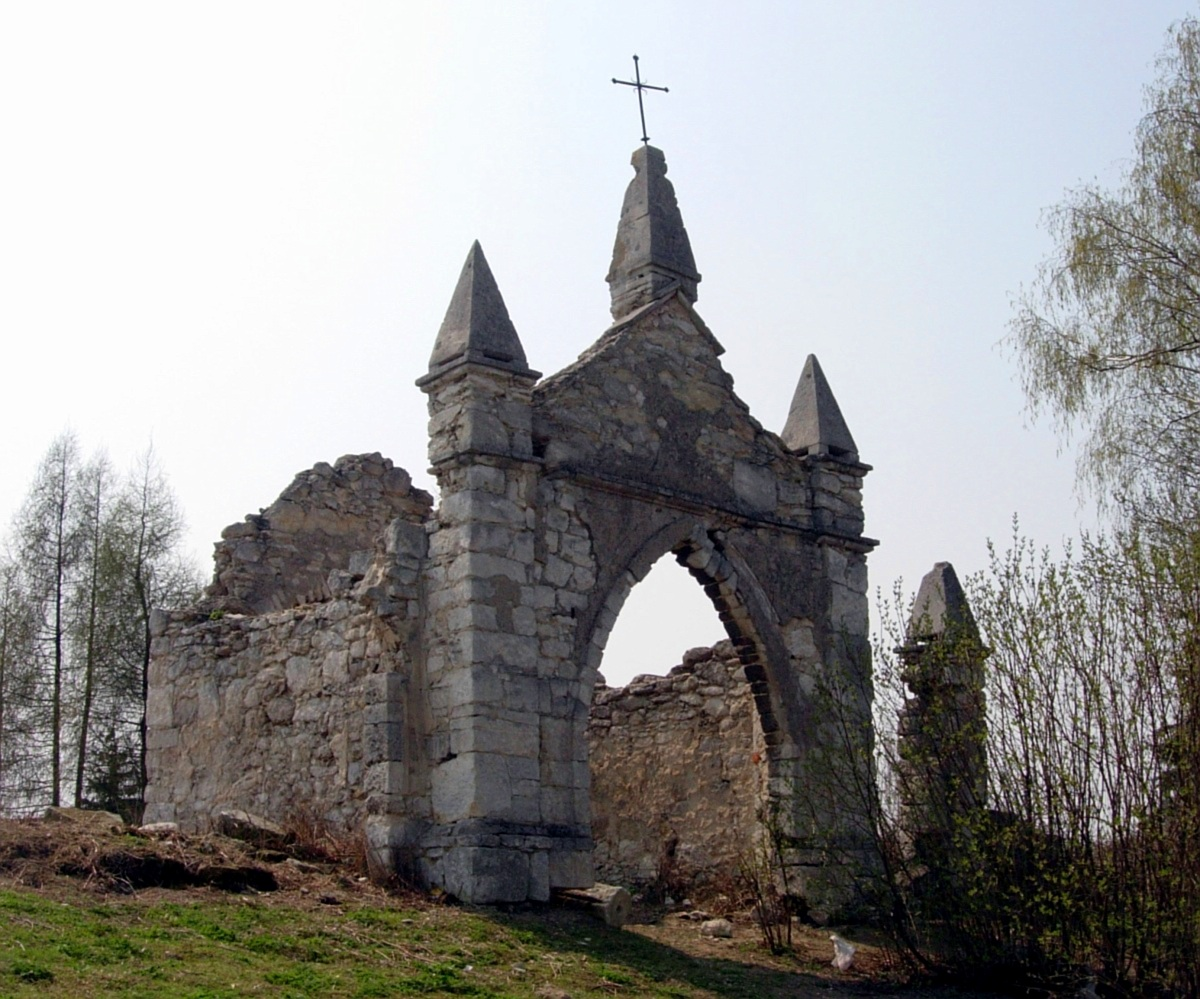
Stary cmentarz w Stopnicy
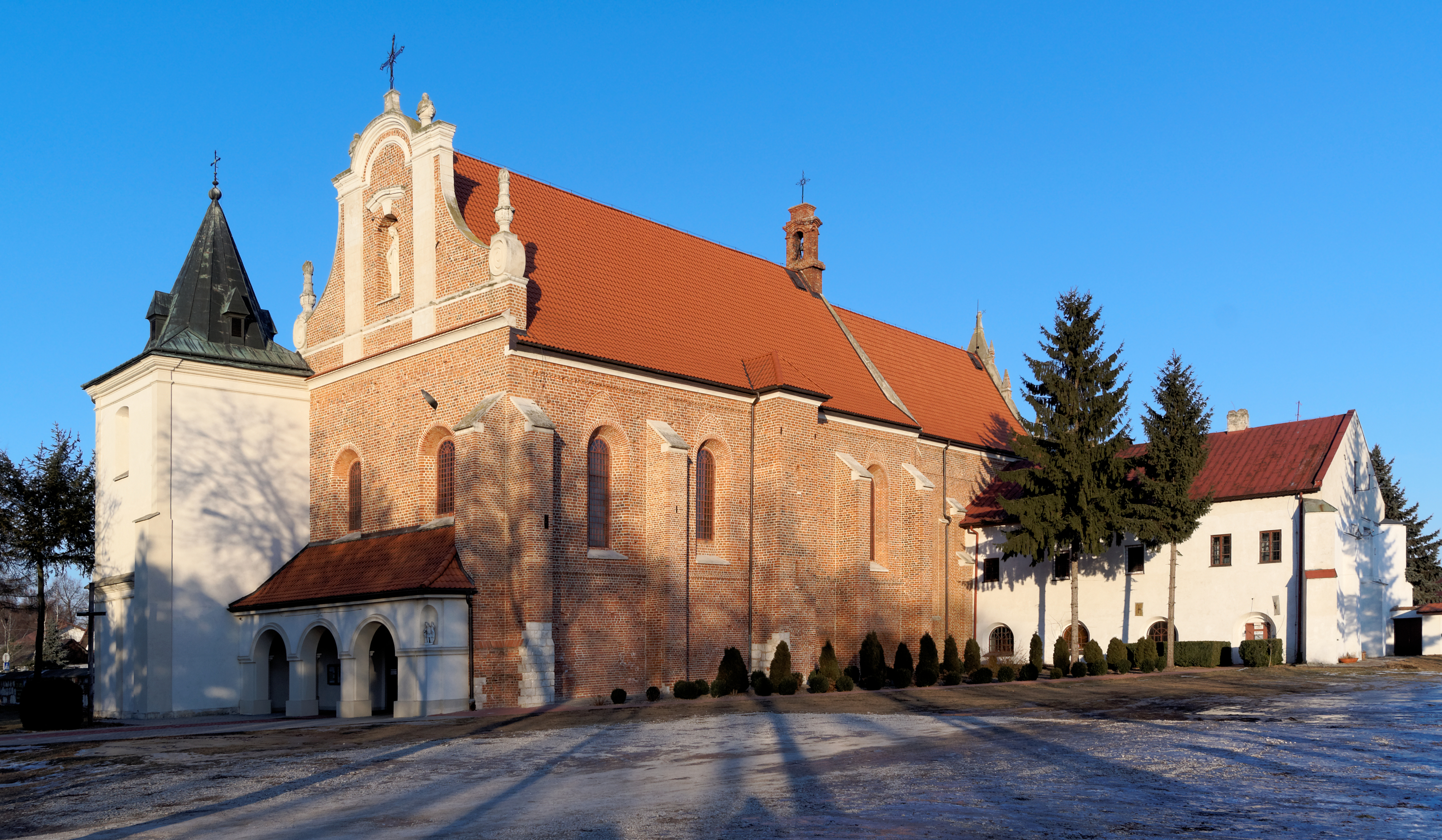
Kościół pw. Świętego Stanisława w Nowym Korczynie
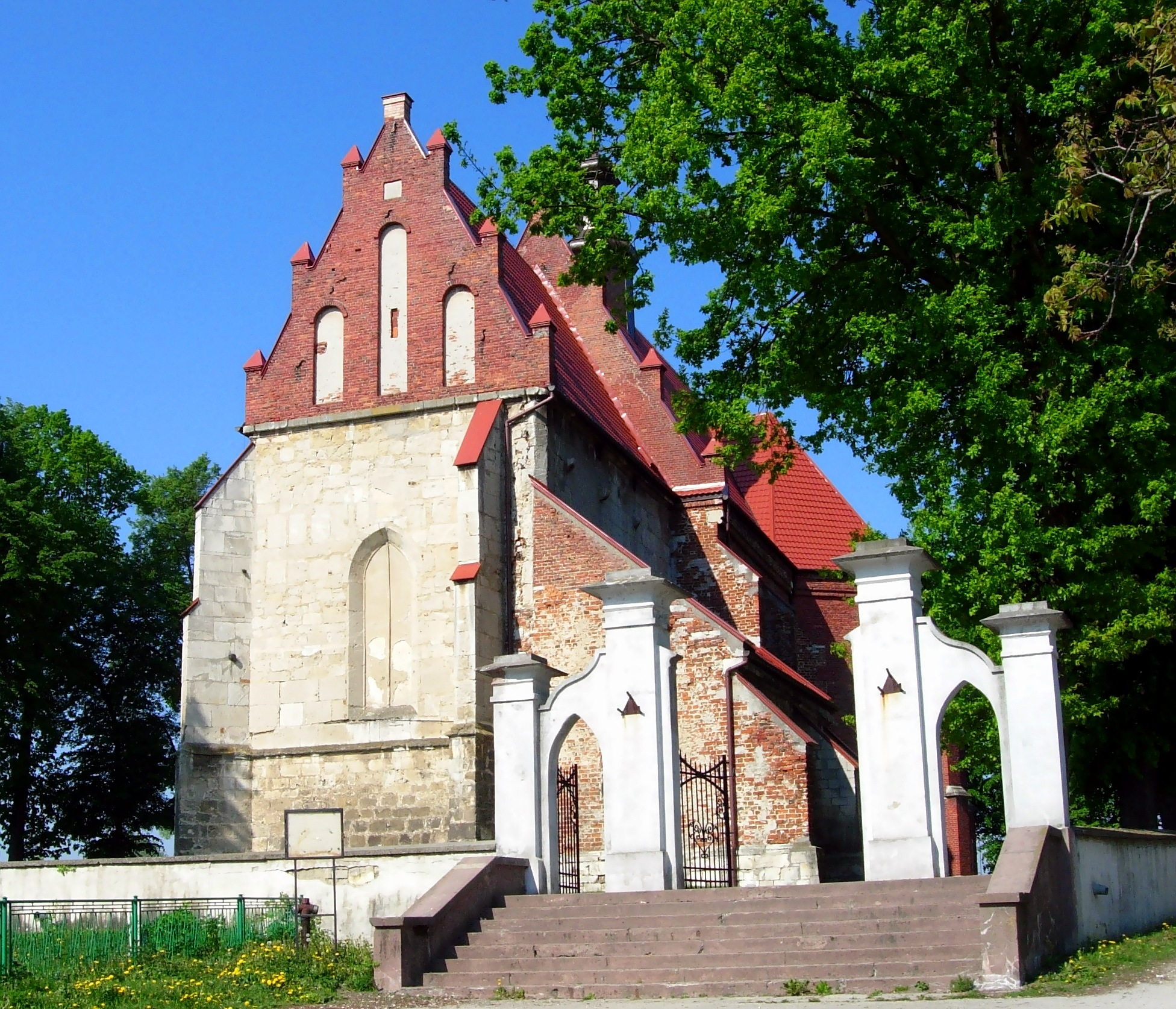
Kościół pw. Świętego Mikołaja w Starym Korczynie
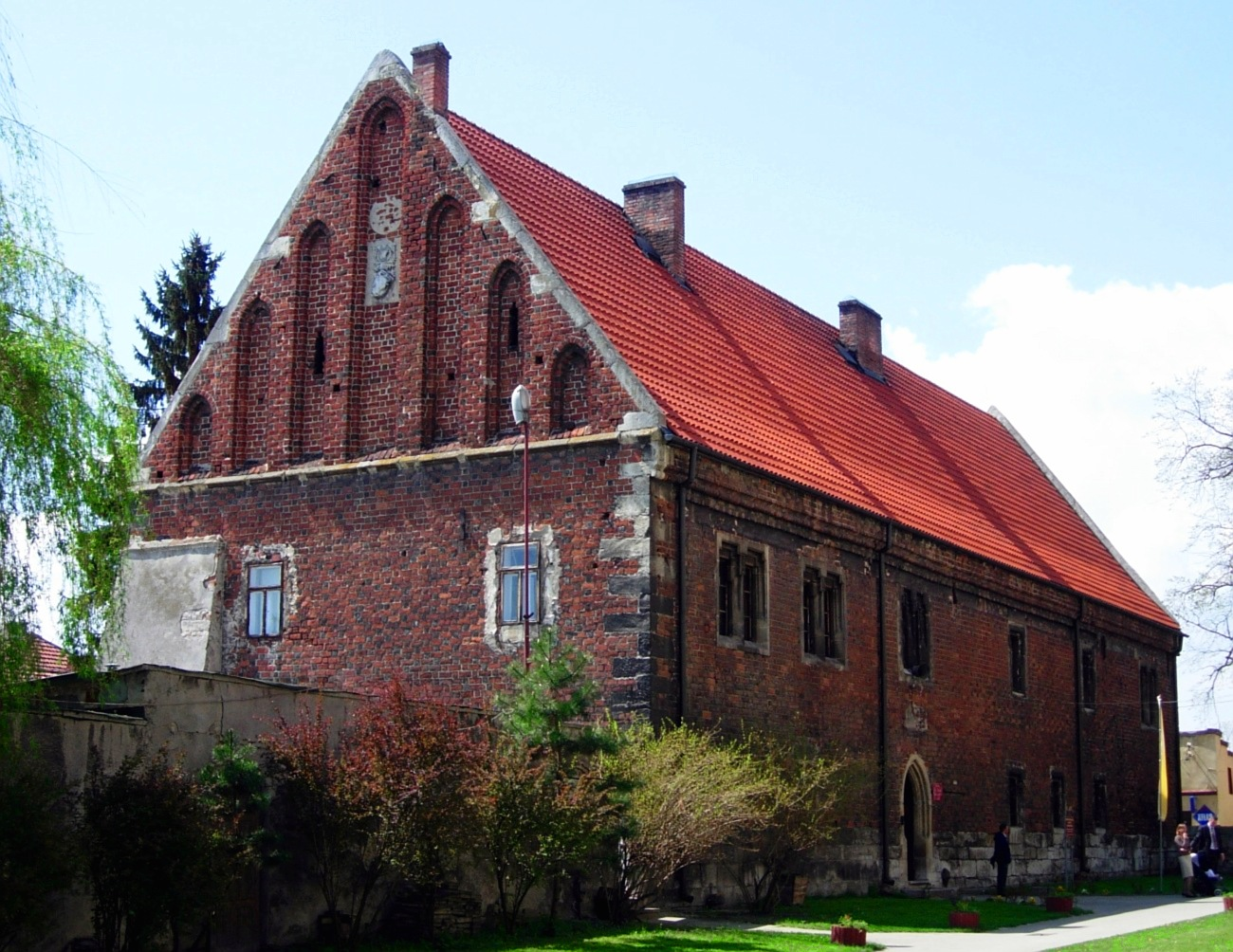
Dom Długosza w Wiślicy